# بوب نيلسون (ملحن)
بوب نيلسون (بالإنجليزية: Bob Nelson)‏ هو ملحن أمريكي، ولد في 1934، وتوفي في 8 مايو 2015.